# Montendry
Montendry ist eine französische Gemeinde mit 50 Einwohnern (Stand: 1. Januar 2022) innerhalb des Arrondissements Chambéry im Département Savoie in der Region Auvergne-Rhône-Alpes. Die Gemeinde gehört zum Kanton Saint-Pierre-d’Albigny (bis 2015: Kanton Chamoux-sur-Gelon). 

## Geographie
Montendry liegt etwa 25 Kilometer ostsüdöstlich von Chambéry am Fluss Gélon. Umgeben wird Montendry von den Nachbargemeinden Chamoux-sur-Gelon im Norden und Westen, Montgilbert im Osten, Saint-Georges-d’Hurtières im Südosten, Le Pontet im Süden sowie Champ-Laurent im Südwesten.

## Bevölkerungsentwicklung
| Jahr                       | 1962 | 1968 | 1975 | 1982 | 1990 | 1999 | 2006 | 2013 |
| -------------------------- | ---- | ---- | ---- | ---- | ---- | ---- | ---- | ---- |
| Einwohner                  | 62   | 51   | 39   | 31   | 36   | 23   | 43   | 60   |
| Quellen: Cassini und INSEE |      |      |      |      |      |      |      |      |